# Feel the Fire
Feel the Fire je debutové studiové album americké thrashmetalové skupiny Overkill. Produkoval jej Carl Canedy a vyšlo 15. října 1985 ve vydavatelství Megaforce Records.
Poslední skladbu, coververzi „Sonic Reducer“ od Dead Boys, některá vydání alba nezahrnují.
Album získalo pozitivní recenze,[zdroj⁠?!] i když se neprosadilo na žádném americkém žebříčku. Kapela s ním sklidila mírný úspěch, album propagovala jako předkapela a hosté na turné s kapelami Venom, Anthrax a Slayer.

## Seznam skladeb
Všechny skladby napsal Overkill, pokud není uvedeno jinak.
| Pořadí         | Název                           | Autor                        | Délka |
| -------------- | ------------------------------- | ---------------------------- | ----- |
| 1.             | Raise the Dead                  |                              | 4:18  |
| 2.             | Rotten to the Core              |                              | 5:00  |
| 3.             | There's No Tomorrow             |                              | 3:23  |
| 4.             | Second Son                      |                              | 3:54  |
| 5.             | Hammerhead                      |                              | 4:01  |
| 6.             | Feel the Fire                   |                              | 5:52  |
| 7.             | Blood and Iron                  |                              | 2:40  |
| 8.             | Kill at Command                 |                              | 4:48  |
| 9.             | Overkill                        |                              | 3:27  |
| 10.            | Sonic Reducer (Dead Boys cover) | David Thomas, Cheetah Chrome | 2:51  |
| Celková délka: | Celková délka:                  | Celková délka:               | 40:14 |

## Obsazení
- Bobby "Blitz" Ellsworth – zpěv
- D.D. Verni – baskytara
- Bobby Gustafson – kytary
- Rat Skates – bicí